# Olavi Lanu
Lennart Olavi Lanu, född 10 juli 1925 i Viborgs landskommun, död 11 maj 2015 i Lahtis, var en finländsk målare och skulptör.
Lanu studerade 1946–1948 vid Fria konstskolan, 1947–1950 vid Finlands konstakademis skola och 1952–1953 vid Académie André Lhote och Académie de la Grande Chaumière i Paris.
Han inledde sin bana på 1950-talet som traditionell målare, men hans konstnärskap blev från 1970-talet alltmer mångsidig. Mest uppmärksammad blev Lanu för sina stora skulpturer och miljökonstverk i olika material, såsom betong, glasfiber och olika naturmaterial, men han framträdde även som grafiker och fotokonstnär. Han utförde ett stort antal offentliga konstverk (reliefer och skulpturer) bland annat i Lahtis, i Kuopio universitets Snellman-aula 1982 och i terrängen kring konstcentret Retretti i Punkaharju 1985. En skulpturpark som bär hans namn finns i Kariniemi i Lahtis.
Lanu representerade Finland på biennalen i Venedig 1978 med skulpturserien Livet i finnskogarna; hans biennalkollektion ställdes även ut av Nordiskt Konstcentrum på Sveaborg 1979. Han uppmärksammades för sina originella alster bland annat av mänskliga figurer, imitationer av stenar, klippor, träd med mera.
Lanu tillhörde Dimensiogruppen sedan 1973 och medverkade i Timescape 1995–1996. Han har hållit stora separatutställningar, bland annat i Helsingfors konsthall 1987. Förutom i Venedig framträdde han även på biennalen i Sydney 1982 och i Paris 1985. Han verkade som teckningslärare 1959–1975 och undervisade 1975–1980 och 1984–1989 vid institutet för formgivning i Lahtis samt 1979–1982 vid konstinstitutet i Lahtis. Han erhöll professors titel 1986.